# 星野光多
星野 光多（ほしの みつた、万延元年5月18日〈1860年7月6日〉 - 1932年〈昭和7年〉7月7日）は、明治時代に活動した牧師。フェリス女学院元教頭。
大蔵省官僚政治家、実業家の星野直樹は長男。津田塾大学の名誉学長の星野あいは妹。

## 生涯

### 生い立ち
父・星野宗七は上野国沼田藩利根郡戸鹿野村の名主で、明治元年（1868年）に横浜の外国人居留地の近くの堺町に星野屋という店を構えて、蚕種紙生糸の商売を始めた。光多は宗七の次男として万延元年（1860年）に戸鹿野村（現・群馬県沼田市）で生まれた。
明治3年（1870年）に光多は家族とともに横浜に移住した。横浜で外国人と商売をするために英語が必要になり、アメリカ・オランダ改革教会宣教師、J・H・バラのバラ塾に通うことになった。光多は明治7年（1874年）12月、15歳で横浜公会でバラから洗礼を受けて、教会員になった。
1877年（明治11年）に中村敬宇の同人社に入って3年間学び、中村とカナダ・メソジト教会のG・カクランから薫陶を直接受けた。その時、同人社には平岩愃保、岩本善治らがいた。1880年（明治13年）からさらに慶應義塾で2年間学んだ。途中で自由民権運動に参加したこともあった。
1882年（明治15年）にはM・N・ワイコフが横浜に設立した先志学校の教師兼舎監として仕えた。その頃、長男直樹が誕生した。1883年にリバイバルが起こると、星野は群馬県議会議長で安中教会の執事の湯浅治郎の招きで高崎に赴任する。
1884年（明治17年）に家業の星野屋が傾いたため店を閉め一家で沼田に戻る。

### 高崎教会時代
星野の伝道活動により約60名の受洗者が起こされ、1884年（明治17年）に西群馬教会（現・日本基督教団高崎教会）を設立する。1884年5月16日に上州からは安中教会牧師海老名弾正と湯浅治郎が、東京からはG・H・F・フルベッキ、木村熊二、植村正久、津田仙が出席して星野の按手式をして、牧師就任式を行った。翌日、17日に高崎市宮元町(現・高崎市東町)に新築された教会堂で設立式をおこない、フルベッキ、木村、松山高吉、小崎弘道、海老名弾正、植村正久の6人の牧師が出席した。1887年（明治20年）には後に牧師として活躍する矢島宇吉に洗礼を授ける。このころ、上州ではハリストス正教と、光多らプロテスタントとが信者の獲得をめぐって激しく競いあった。
1989年（明治22年）日本基督一致教会本部より、足利教会(現・日本基督教団足利教会)に派遣され、教会の組織化を図り、1890年（明治23年）4月17日に組織化された教会が発足する。
1890年ころから8年間、妹の幸（こう）や妻のみねとともに、フェリス女学院で教師を務める。

### 両国教会時代
1899年（明治32年）、日本基督教会両国教会の2代目牧師に就任する。
1904年（明治37年）からアメリカに留学しユニオン神学校で学ぶ。
1905年（明治38年）、日露戦争終結後の暴動（日比谷焼打事件）により、両国教会の会堂が破壊される。
1920年（大正9年）には両国教会の牧師を引退する。墓所は多磨霊園。

## 家族
- 父・宗七（1838-1901[12]） - 上野国利根郡戸鹿野に常右衛門・なかの長男として生まれる[12]。遠祖は清和源氏という[2]。庄屋で沼田藩の御用商人を勤める家柄[13][12][14]。明治元年（1868年）に生糸貿易商として横浜に出店[12][14]。経営の悪化により[14]1884年（明治17年）郷里に帰り器械製糸工場を始めた[12][14]。
- 母・るい（1840-1936[4][15]） - 群馬郡渋川に石坂七左衛門・栄子の子として生まれる[4][15]。安政3年（1856年）に宗七と結婚し、横浜でキリスト教に入信して群馬県で布教に努めた[4][15]。宗七との間に6男5女を儲ける[15]。
  - 兄・銀治（1858-1936[16]） - 上野国利根郡戸鹿野に生まれる[16]。1898年（明治31年）沼田貯蓄銀行を創設し、のちに第二次沼田銀行の頭取となった[16]。戸鹿野戸長、利南村会議員、同村長、利根郡会議員、群馬県会議員を歴任[16]。利根軌道監査役も務めた[17]。製糸所は子の精一が継いだ[13]。
    - 甥（銀治の子）・鉄男 - 医学者。
    - 姪（銀治の子）・百合子 - 南原繁の妻[4]。

  - 弟・又吉 - 東洋ホーリネス協会牧師[12]。
  - 妹・高杉幸 - フェリス和英女学校卒業後母校の教師となり、東奥義塾から青山学院大・北大の教授になった高杉栄次郎に嫁ぎ、弘前女学校（現・弘前学院聖愛高等学校）の教頭になる[11]。
    - 甥（高杉幸の子）・英雄 - 弘前学院元校長[11]

  - 妹・あい（1884-1972） - 津田塾大学初代学長[18]。1887年にキリスト教受洗[18]。沼田小学校、横浜フェリス女学校、女子英学塾（1904年卒）を卒業後、静岡英和女学校で半年ほど教師を務めるが津田梅子が設立した日本女性の海外留学を推進する「日本婦人米国奨学金制度」に選ばれたため米国ペンシルベニア州のブリンマーカレッジ理学部に留学し、1912年卒業[18][19]。帰国後、女子英学塾に勤め、1918年コロンビア大学教育学部に短期留学して学位を得、1919年女子英学塾教頭、1929年塾長を務め、1943年には理系学部を増設して津田塾専門学校設立に尽力[20]。1947年-1952年に津田塾大学学長を務めたのち、同大名誉学長となり、汎太平洋東南アジア婦人協会日本委員、国際基督教大学評議委員、日本国際協会婦人部委員なども務めた[20]。
  - 妻・長谷川みね - 幸の学友。フェリスで教師を務める[11]。
    - 長男・直樹 - 貴族院議員、企画院総裁、内閣書記官長、A級戦犯。
    - 次男・茂樹 - 東大卒業後国鉄入社、鉄道トンネル技師。
    - 三男・芳樹 - 静岡新聞記者、日本共産党員、参議院議員、スワヒリ語学校経営。
      - 孫（芳樹の子）・花子 - 津田塾卒業後、ミシガン大学へ留学、日系2世の大学院生山極ジョセフ越海（英語版）（後のミシガン大学極東語学文学科教授）と結婚し、米国に永住した[21]。

  - 従兄弟（叔母・かくの子）・生方敏郎 - 文筆家。

## 関連文献
- 星野達雄『星野光多と群馬のキリスト教』1987年